# Cotoneaster hylanderi
Cotoneaster hylanderi är en rosväxtart som beskrevs av Jeanette Fryer, B.Hylmö. Cotoneaster hylanderi ingår i släktet oxbär, och familjen rosväxter. Inga underarter finns listade i Catalogue of Life.